# Фрэнсис, Фрэнк
Фрэнк Фрэнсис (5 октября 1901, Ливерпуль, Великобритания — 15 сентября 1988, Чилтон, Великобритания) — британский библиотечный и государственный деятель и преподаватель.

## Биография
Родился 5 октября 1901 года в Ливерпуле. После окончания средней школы, в 1921 году поступил в Кембриджский университет, который он окончил в 1926 году и тут же был принят на работу в Библиотеку Британского музея на должность библиотекаря и отработал вплоть до 1959 года. В 1959 году был избран на должность директора данной библиотеки, данную должность он занимал вплоть до 1968 года, после чего ушёл на пенсию. В качестве преподавателя преподавал курс библиографии в библиотечных школах университета колледжа в Лондоне. Основал Британскую библиотеку и после её открытия стал её постоянным членом.
Скончался в 1988 году.

## Членство в обществах
- Президент Ассоциации информационного бюро Великобритании[источник не указан 1537 дней].
- Президент Ассоциации музеев Великобритании.
- Президент Ассоциации специальных библиотек Великобритании.
- Президент Библиографического общества Великобритании.
- Президент Библиотечной ассоциации Великобритании.
- 1963-69 — Президент ИФЛА.

## Редакторская деятельность
- 1936-53 — Редактор журнала Library.